# Hel (local)

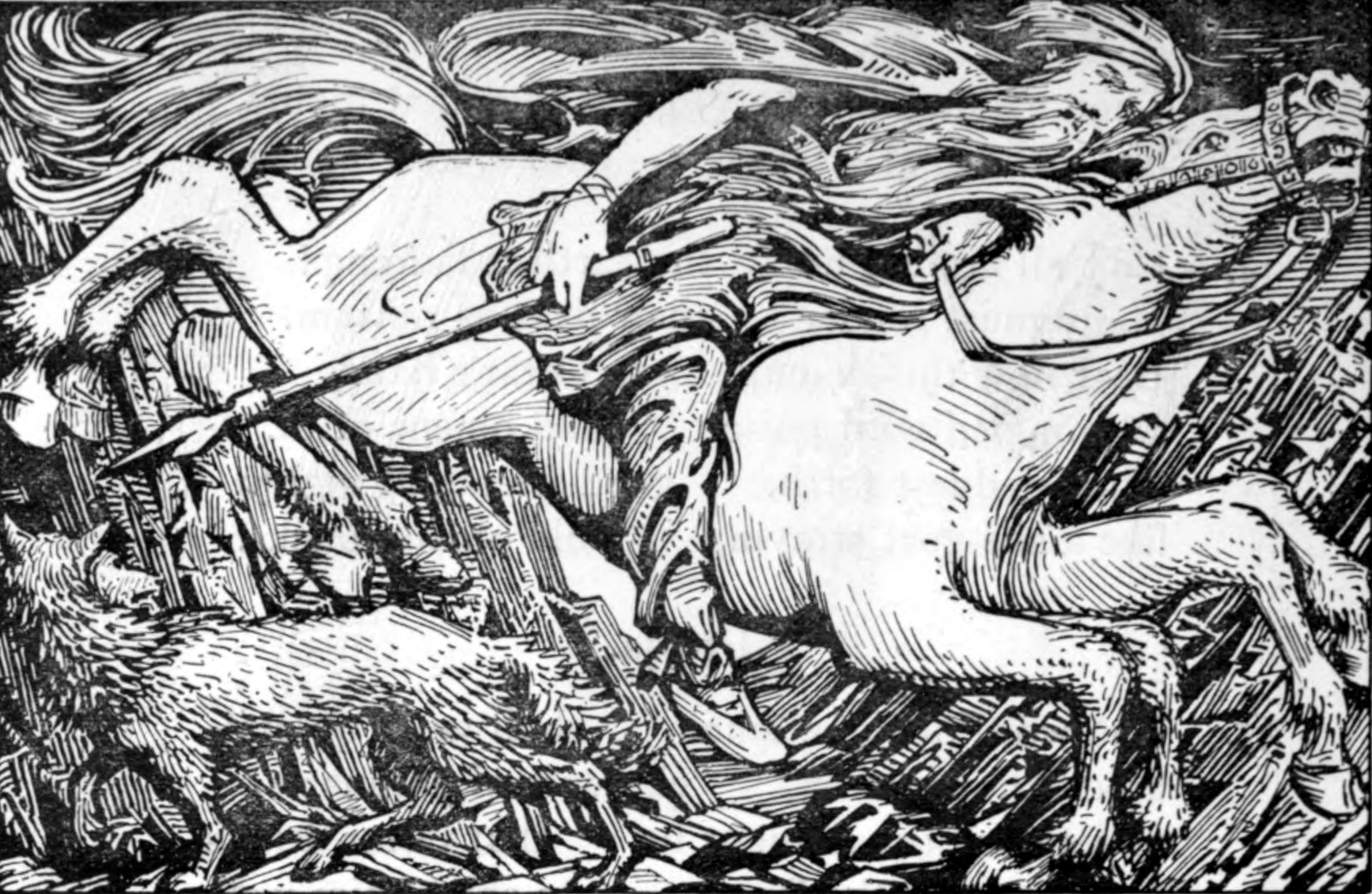
Odin retornando para Helgardh (1908) por W. G. Collingwood.

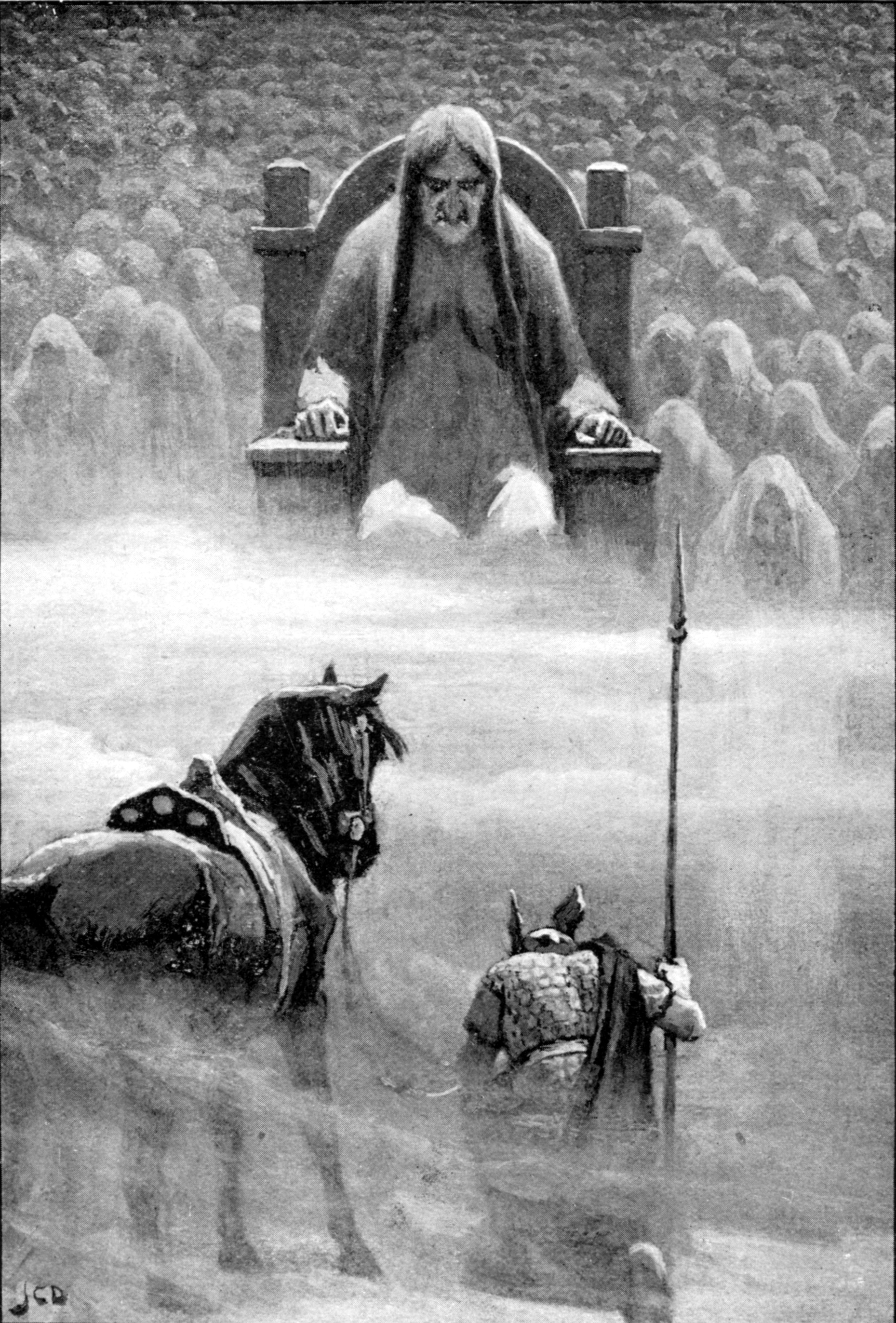
Hermodr perante Hela, a regente de Hel (Reino dos Mortos)

Hel, Helheim ou Helhem (Reino dos Mortos ou Reino dos Ocultos) é um dos nove mundos da mitologia nórdica ou religião nórdica, o domicílio dos mortos, governada por Hela, cujo nome é compartilhado com o próprio lugar.
Este mundo é amontoado com todos os espectros opacos e titirantes daqueles que morreram sem glória, doentes ou com idade avançada. Hel é o reino mais frio e baixo na ordem total do universo. Encontra-se abaixo da terceira raiz de Yggdrasil, perto de Hvergelmir e de Nastrond. Hel foi construído sobre Niflheim, o mundo mais profundo da mitologia nórdica.